# Acar (geslacht)
Acar is een geslacht van tweekleppigen uit de  familie van de Arcidae (arkschelpen).

## Soorten
- Acar abdita Oliver & Chesney, 1994
- Acar agulhasensis (Thiele & Jaeckel, 1931)
- Acar bailyi Bartsch, 1931
- Acar botanica (Hedley, 1917)
- Acar carditaeformis (Dautzenberg & Fischer, 1897)
- Acar clathrata (Defrance, 1816)
- Acar congenita (E. A. Smith, 1885)
- Acar decorata (Hayami & Kase, 1993)
- Acar domingensis (Lamarck, 1819)
- Acar dubia (Baird, 1873)
- Acar gradata (Broderip & G. B. Sowerby I, 1829)
- Acar harringtoni Laws, 1947 †
- Acar lepidoformis Francisco, Barros & Lima, 2012
- Acar marsupialis Oliver & Holmes, 2004
- Acar naturezae Francisco, Barros & Lima, 2012
- Acar oliveirae Francisco, Barros & Lima, 2012
- Acar olivercoseli M. Huber, 2010
- Acar opuraensis (Powell & Bartrum, 1928) †
- Acar petasion (Kilburn, 1983)
- Acar plicata (Dillwyn, 1817)
- Acar powelli Laws, 1950 †
- Acar pusilla (G. B. Sowerby I, 1833)
- Acar requiescens (Melvill & Standen, 1907)
- Acar rostae (Berry, 1954)
- Acar sandersonae Powell, 1933
- Acar sociella (Brookes, 1926)
- Acar squamosa (Lamarck, 1819)
- Acar transmar Simone, 2009
- Acar whangaensis (Marwick, 1928) †